# Налес
На̀лес (на италиански: Nalles; на немски: Nals, Налз) е село и община в Северна Италия, автономна провинция Южен Тирол, автономен регион Трентино-Южен Тирол. Разположено е на 331 m надморска височина. Населението на общината е 1826 души (към 2010 г.).

## Език
Официални общински езици са и италианският и немският. Най-голямата част от населението говори немски. В общината се говори и други романски език, ладинският.
| %     | Роден език      |
| 8,78  | Италиански език |
| 90,58 | Немски език     |
| 0,64  | Ладински език   |